# 白求恩医科大学
白求恩医科大学（Norman Bethune University of Medical Science）是1978年到2000年存在于吉林省长春市的一所医科大学，源于1939年创办于河北省唐县白求恩卫生学校，2000年其与吉林大学等合并，成为新的吉林大学白求恩医学院，2003年医学院系重组成立了吉林大学白求恩医学部。下辖药学院、基础医学院、公共卫生学院、临床医学院、口腔医学系、护理学院和四所直属医院——白求恩第一医院、白求恩第二医院、白求恩第三医院、口腔医院。

## 历史
- 1939年建立晋察冀军区白求恩卫生学校和第十八集团军卫生学校。
- 1948年与北方大学医学院合编为华北医科大学。
- 1951年命名为中国人民解放军第一军医大学。
- 1959年更名为吉林医科大学。
- 1978年更名为白求恩医科大学。
- 2002年更名为吉林大学白求恩医学院。
- 2003年成立吉林大学白求恩医学部，地址为吉林大学新民校区。

## 办学现状
本科专业：临床医学专业（五年制、七年制、医学实验班）、临床医学（医事法学）、口腔医学专业（五年制、七年制）、预防医学专业、放射医学专业、信息管理与信息系统专业（医药）、药学专业、生物工程专业和护理专业。共有在读学生6773人，为中国规模较大的医学院系。